# Bizanci
|  | Per a altres significats, vegeu «Imperi Bizantí». |

Bizanci (grec antic: Βυζάντιον, Bizàntion; llatí: Byzantium) fou una ciutat grega de Tràcia, a la riba del Bòsfor, que va ocupar un lloc molt important en la història. Ja en l'antiguitat va ésser disputada als grecs pels perses. Sota el nom de Constantinoble, fou capital de l'Imperi Romà d'Orient, dit igualment Imperi Bizantí. Correspon a l'actual ciutat turca d'Istanbul.
Segons la crònica de Joan Malales, el seu fundador es deia Bizant, que alguns han confós amb el mític fill de Posidó.

## Llegenda de la fundació
La tradició llegendària diu que el lloc va ser triat amb una consulta als déus feta a l'oracle de Delfos, que va aconsellar als megaris que fundessin una nova ciutat «davant de la terra dels cecs». Es va interpretar que el lloc per establir-se era la costa oposada de Calcedònia. L'al·lusió a la ceguesa prové, segons sembla, del fet que els fundadors grecs de Calcedònia, disset anys abans, no van saber «veure» que el promontori del Corn d'Or era el lloc més resguardat per a estar protegits de possibles atacs per establir-se. En l'antiguitat es deia que «[e]ls bizantins, pel costat de la mar, habiten la ciutat més ben situada de tot el món conegut quant a seguretat i prosperitat, però pel costat de terra és la més desavantatjosa en tots dos respectes».

## Època grega
En els seus inicis, va ser una colònia de Mègara fundada el 657 aC, pocs anys després que la veïna Calcedònia. Al lloc, hi havia una ciutat anomenada Ligos. El 628 aC es va ampliar la colònia amb gent de Mègara dirigits per Zeuxip. La ciutat va tenir com a deessa tutelar Hera, i es creu que inicialment fou regida per reis que van donar pas a un govern aristocràtic. Els habitants originals, els bitinis, van quedar convertits en esclaus.
El general persa Otanes, al servei de Cir el Gran, la va ocupar el 546 aC i va romandre sota domini de Pèrsia. Fou una plaça estratègica durant les guerres mèdiques. El 499 aC es va unir a la revolta de Jònia i, quan la flota fenícia del rei de Pèrsia es va presentar a la ciutat, els seus habitants van fugir cap a Mesèmbria. El general espartà Pausànies la va recuperar el 477 aC després de la batalla de Platea. Al cap de set anys, la va prendre Cimó II per als atenencs.

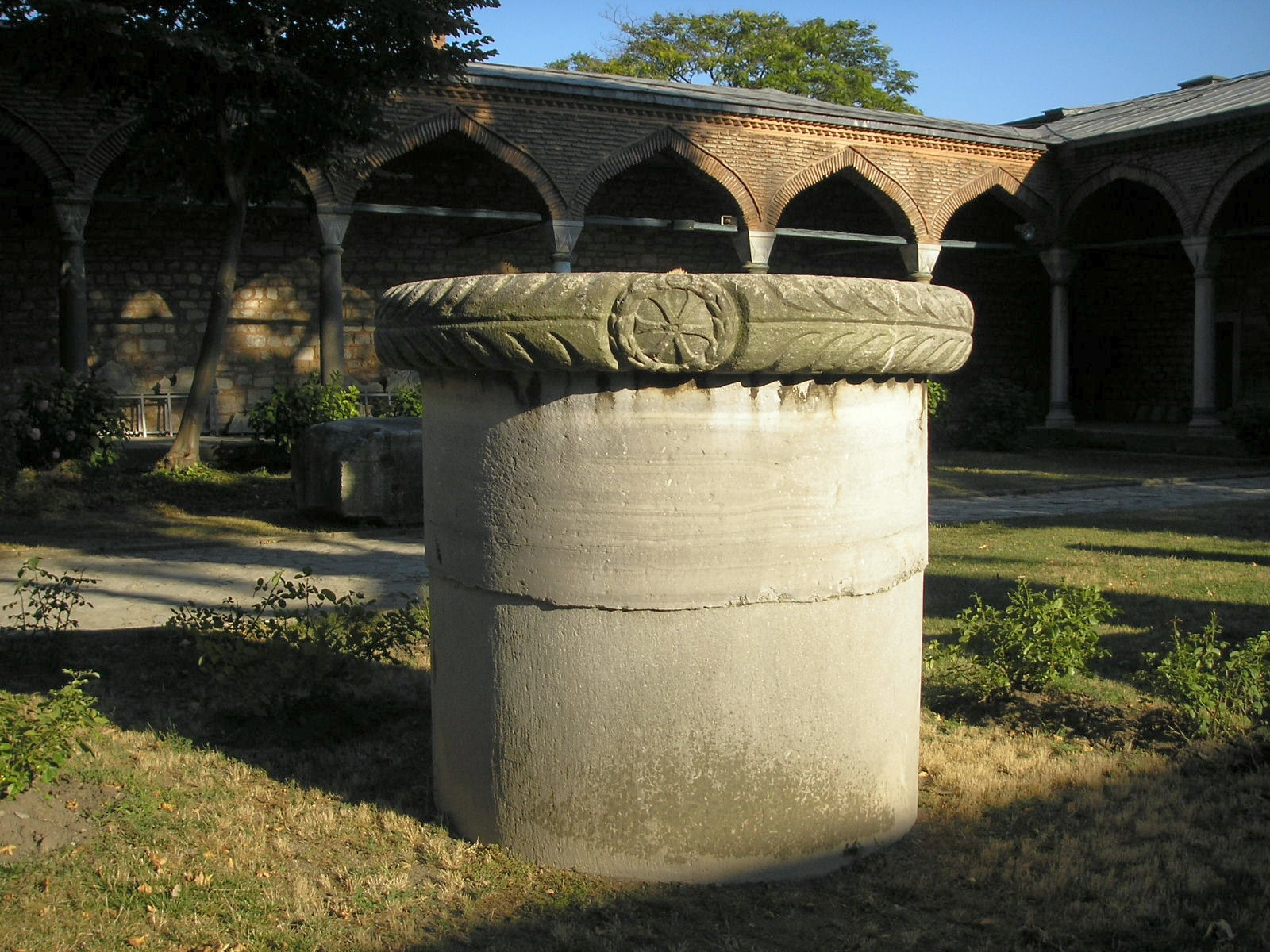
Vestigis de l'antiga acròpoli de Bizanci, actual pati del palau de Topkapı

El 440 aC, els bizantins i la gent de Samos es van revoltar contra Atenes, però foren sotmesos. El 416 aC, es van unir als calcedonis i van fer una devastadora expedició a Bitínia. El 412 aC es va sotmetre a Esparta. El 408 aC, l'atenenc Alcibíades la va assetjar, però no la va poder ocupar i va haver d'esperar a rendir-la per gana, i llavors, absent el comandant espartà Clearc, Cidó, cap del partit atenenc, va obrir les portes als assetjants i va tornar a quedar com a tributària aliada d'Atenes.
El 405 aC, després de la batalla d'Egospòtamos, l'espartà Lisandre va recuperar Bizanci i s'hi va establir una guarnició dirigida per Estenalau.
Els deu mil de Xenofont van passar per la ciutat i el repartiment del botí fet per l'almirall Anaxíbios va provocar la revolta dels soldats, que es van fer els amos de la ciutat i només gràcies a Xenofont es va salvar del saqueig.
El 390 aC, Trasibul va canviar el govern de la ciutat d'una oligarquia a una democràcia i va vendre les mercaderies dels vaixells ancorats a la ciutat.
El 363 aC fou visitada per Epaminondes i, amb la flota atenenca, va aconseguir que diverses ciutats es declararen a favor seu. El 356 aC, Bizanci, Rodes i Quios es van unir a la confederació de Cos i a Mausol, rei de Cària, amb l'esperança de posar fi a l'hegemonia d'Atenes, però la batalla que es preparava a la mar fou impedida per una tempesta.
El 340 aC, fou assetjada per Filip II de Macedònia i Demòstenes va enviar socors als assetjats. La flota atenenca i dels aliats, dirigida per Cares, es va trobar amb l'almirall Amintes i els macedonis, i fou derrotada; Cares fou substituït per Fòcion l'any següent, i Filip va haver d'aixecar-ne el setge; es diu que una llum va advertir una nit els bizantins d'un atac sorpresa de Filip i, en record d'això, es va aixecar un monument; el símbol de la ciutat des d'aquest temps és la mitja lluna que apareix a les seves monedes i que al segle xv fou adoptat com a emblema pels otomans, i probablement fou adoptat com a record de l'esdeveniment; per pagar l'ajut atenenc, els habitants de Bizanci i Perint els van concedir el privilegi de precedència en els jocs i les cerimònies (excloses les religioses) i es van construir diverses estàtues.
En els anys següents, els bizantins van combatre els tracis, que no van poder dominar ni per les armes ni pagant tribut. El 279 aC, Bizanci es va fer tributària dels gàlates, als quals va pagar un tribut anyal en monedes d'or (3.000 al principi, després 5.000, i després 10.000), que es va anar incrementant i, finalment, es va fixar en 80 talents. Per a pagar la quantitat, Bizanci va haver d'imposar un dret de pas pel Bòsfor, cosa que va provocar una guerra amb Rodes, guerra en la qual Bizanci va ser aliada de Pèrgam, mentre Bitínia ho va ser de Rodes; els bizantins van donar suport a Tibetes, un oncle de Prúsies de Bitínia, que en va reclamar el tron; però Prúsies es va apoderar de les possessions de Bizanci a la costa asiàtica, mentre que els tracis van continuar pressionant a la part europea; la pau es va fer el 219 aC amb la mediació del rei gàlata Cavarus i Polemocles, i fou desfavorable per a Bizanci.

## Època romana
En la guerra de Roma amb Macedònia, els romans van donar a la ciutat el títol de confederada, pel seu ajut. Bizanci va cridar Roma per solucionar disputes internes, i els romans hi van enviar Pisó, més com a conqueridor que com a aliat.
L'emperador Claudi va abaixar temporalment el tribut de la ciutat per les pèrdues d'aquesta en la guerra amb els tracis. Vespasià la va incorporar a la província romana de Tràcia.
En la guerra entre Septimi Sever i Pescenni Níger, Bizanci va donar suport al darrer. Després d'una guerra de tres anys, ja mort Níger, la ciutat fou ocupada el 196 i fou severament castigada, i les muralles enderrocades; la ciutat va deixar de tenir un govern local i fou donada a Perint, però després el mateix Sever la va embellir amb termes, pòrtics i altres edificis i li va donar el nom d'Augusta Antonina en honor d'Antoní Bassià. Caracal·la va restaurar els drets de la ciutat i dels seus habitants. En temps de Gal·liè, es va produir una matança de ciutadans i totes les famílies antigues van desaparèixer, menys les que no eren a la ciutat.
Sota Claudi II, els bizantins van lluitar contra els gots. En les guerres civils que van seguir a l'abdicació de Dioclecià es van reforçar les fortificacions. Licini es va retirar allà després de la batalla d'Adrianòpolis i fou assetjat per Constantí fins que la ciutat es va rendir. L'any 330 l'emperador Constantí, després de fer algunes reformes, la va establir com a capital de la part oriental del seu regne.
La primera església de la ciutat s'atribueix a sant Andreu, però el cristianisme no s'hi va desenvolupar àmpliament fins al temps de Constantí el Gran.